# Francesco Dognazzi
Francesco Dognazzi (Mantoue, baptisé le 17 mars 1585 – mort après octobre 1643) est un compositeur et ténor italien.

## Biographie
Dognazzi sert les Gonzague à Mantoue, pendant les quatre premières décennies du XVIIe siècle, dont deux comme maestro di cappella. Il est également connu comme chanteur entre 1600 et 1611, à l'église ducale de Santa Barbara et probablement en la chapelle du cardinal Ferdinando Gonzaga à Rome pendant le dernier semestre de 1612. En 1616, Ferdinando attribue à Dognazzi une pension annuelle de 100 écus et, après la mort de Santi Orlandi en juillet 1619, il est nommé maestro di cappella, un poste occupé précédemment par Claudio Monteverdi. 
Ses talents vocaux lui apportent reconnaissance et invitations à chanter dans les fêtes de l'Accademia dello Spirito Santo de Ferrare en 1624 et par Alessandro Grandi pour les célébrations religieuses de Bergame en 1628. Lors de la guerre de la succession de Mantoue, Dognazzi semble avoir été l'un des musiciens envoyés à la cour impériale de Vienne. Il prend sa retraite en 1641, mais compose jusqu'en 1643.

## Œuvres
Dognazzi a laissé quantité de musique sacrée à cinq voix et deux recueils imprimés de chants profanes. La première collection, Il primo libro de varii Concenti, fait des contrastes rythmiques, de chromatismes, de variations (sur le Ruggiero et la Romanesca), etc. Le deuxième livre, Musiche varie da camera, a été compilé par un fonctionnaire de la cour, est un volume de madrigaux pour cinq voix et continuo.
- Il primo libro de varii concenti  (Venise, 1614)
- Musiche varie da camera (Venise, 1643)
- 4 motets (1618)